# Nyanga (Zimbabwe)
Pour les articles homonymes, voir Nyanga.
Nyanga (anciennement Inyanga) est une ville du Zimbabwe, située dans la province du Manicaland, dans l'est du pays. Elle est le siège du district de Nyanga.